# Кам'янка кіпрська

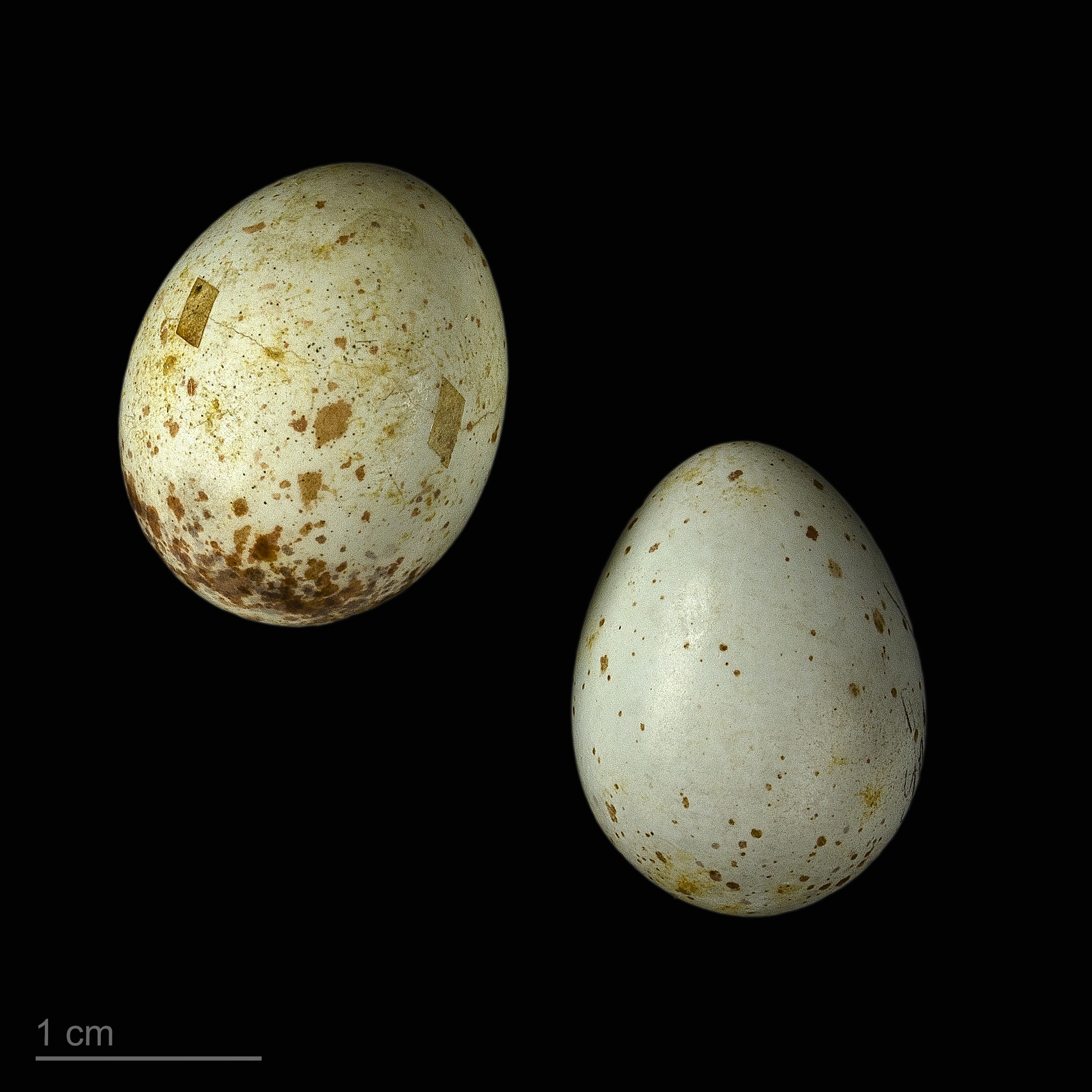
яйце Oenanthe cypriaca - Тулузький музей

Кам'янка кіпрська (Oenanthe cypriaca) — вид горобцеподібних птахів родини мухоловкових (Muscicapidae). Гніздиться на Кіпрі, зимує в Ефіопії і Судані. Раніше вважався підвидом лисої кам'янки, однак був визнаний окремим видом.

## Опис
Кіпрські кам'янки є дуже схожими на лисих вівсяноок: голова і шия у них білуваті, обличчя, підборіддя і спина чорні, груди охристі, хвіст чорно-білий. Однак кіпрські кам'янки є дещо мешими за лисих вівсянок (14-15 см проти 14-16,5 см), крила і хвіст у них коротші. Крім того, чорна смуга на кінці хвоста у них ширша, а біла пляма на надхвісті менша. На відміну від лисих кам'янок, кіпрським кам'янкам не притаманний статевий диморфізм.
Пісня кіпрської кам'янки сильно відрізняється від співа лисої кам'янки і складається з серії різких нот довжною від 3 до 10 секунд: "бізз-бізз-бізз". Крім того, кіпрські кам'янки зазвичай співають з більш високо розташованого місмя, на висоті від 5 до 10 м над землею.

## Поширення і екологія
Кіпрські кам'янки гніздяться на острові Кіпр. Взимку вони мігрують до Судану, Південного Судану і Ефіопії. На міграції вони регулярно трапляються в Єгипті і Східному Середземномор'ї. На відміну від інших кам'янок, які віддають перевагу сухим, кам'янистим місцевостям, кіпрські кам'янки живуть в різноманітних природних середовищах, що включають в себе галявини гірських соснових лісів, гірські скилхи, місцями порослі деревами, відкриті місцевості, поля, сади і плантації. Зустрічаються на висоті до 1800 м над землею. Вони часто трапляються поблизу людських поселень.
Кіпрські кам'янки ведуть найбільш деревний спосіб життя серед своїх родичів і загалом займають екологічну нішу, яку в інших частинах Західної Палеарктики займає звичайна горихвістка. Вони живляться комахами, на яких чатують, сидячи на дереві, особливо жуками і кониками, а також ягодами, іноді навіть дрібними ящірками. Сезон розмноження триває з квітня по липень. Гніздо чашоподібне, робиться з трави і корінців, розміщується в залибині в землі або серед каміння. Кіпрські кам'янки також часто використовують штучні гніздівлі. В кладці від 4 до 5 яєць.

## Збереження
МСОП класифікує цей вид як такий, що не потребує особливих заходів зі збереження. За оцінками дослідників, популяція кіпрських кам'янок становить від 50 до 200 тисяч птахів.